# Daniela Rathana
Daniela Rathana, nata Daniela Maria Therese Sörensen (Akalla, 11 febbraio 1996), è una cantante svedese di origini thailandesi.

## Biografia
Si è fatta conoscere da corista per diversi artisti, tra cui Sabina Ddumba, Zara Larsson e Seinabo Sey. Rathana Club (2021), il suo album in studio d'esordio, ha fatto l'ingresso al 22º posto nella Sverigetopplistan. La sua Satan i gatan (2021) ha segnato la sua prima top 20 nella hit parade nazionale.
Quattro anni dopo è ritornata sulle scene musicali col secondo LP, intitolato Where Strippers Go to Die; esso è entrato nella top 20 svedese.

## Discografia

### Album in studio
- 2021 – Rathana Club
- 2025 – Where Strippers Go to Die

### EP
- 2020 – Halva vägen fri
- 2022 – Så mycket bättre 2022 - Tolkningarna

### Singoli
- 2019 – Nu till livet
- 2019 – Minns det som imorn (con Prins Daniel)
- 2019 – Efterlyst
- 2020 – Hatar dig
- 2020 – Ansikte
- 2021 – Testamente (con Oskar Linnros)
- 2021 – Satan i gatan
- 2021 – Kyss!
- 2021 – 6 till 9/Nala
- 2021 – Överdos (con Zikai)
- 2022 – Havanna
- 2024 – Vakna (Wake Me Up) (con Cherrie)
- 2024 – Pad Thai
- 2024 – Henda i været (con Ramón)